# The Killer (film 2006)
The Killer – indyjski thriller z 2006 roku w reżyserii dwóch debiutantów:  Hasnain Hyderabadwala i Raksha Mistry. W rolach głównych Emraan Hashmi i Irrfan Khan. To historia jednej nocy w Dubaju i pewnej relacji, która powstaje między zabójcą wykonującym swoją "pracę" i wożącym go na miejsce zleconego zabójstwa taksówkarzem. Film jest indyjską wersją hollywoodzkiego thrillera Michaela Manna Zakładnik (z Tomem Cruise'em i Jamiem Foxxem).

## Fabuła
Nikhil Joshi (Emraan Hashmi) pięć lat temu został sprowadzony przez swoich krewnych z Pendżabu do Dubaju. Radosny, żywiołowy, naiwny. Marzy mu się tu założenie biura turystycznego albo zostanie wielkim gangsterem. A na razie pracuje jako taksówkarz. Przeważnie nocami. Wykłóca się z lekceważącymi go klientami i marzy o uczynieniu żoną Rii, tancerki z nocnego klubu, którą co wieczór zawozi do lokalu do pracy. Nikhil lubi trasy z lotniska, bo wtedy zdarza mu się wieźć Indusów. "Poczuć smak Indii", jak mówi. I właśnie na lotnisku trafia mu się pewnego dnia klient na całą noc. Zadaniem Nikhila jest wożenie go z miejsca na miejsce po Dubaju. Vikram (Irrfan Khan) przyleciał tu tylko na jedną noc. Jak mówi, powodem podróży jest "praca i przyjemność". W różnych miejscach ma do wykonania kilka zadań. Nikhil czeka na niego pod budynkiem, gdy nagle na jego taksówkę spada z góry okrwawione martwe ciało. To wykonane właśnie zadanie Vikrama, który okazuje się zabójcą na zlecenie. Tej nocy ma do zabicia kilka osób, które gotowe są zeznawać przeciwko pewnemu bossowi mafii.

## Obsada
- Irrfan Khan – Vikram (Killer)
- Emraan Hashmi – Nikhil Joshi (taksówkarz)
- Nisha Kothari – Ria (tancerka z baru)
- Zakir Hussain – Jabbar
- Bharti Achrekar – pani Joshi
- Avtar Gill – szef Nikhila
- Prithvi Zutshi – Kamaaal Khan
- Anupam Bhattacharya

## Muzyka
Autorami muzyki jest duet Sajid-Wajid.
- Abhi Toh Main Jawan Hoon
- Hibbaki (Remix)
- Hibbaki
- O Sanam (Male)
- O Sanam (Duet)
- Teri Yaadon Mein (Remix)
- Teri Yaadon Mein
- Yaar Piya